# Doris Pinčić
Doris Pinčić Rogoznica (Zara, 4 settembre 1988) è un'attrice, conduttrice televisiva e conduttrice radiofonica croata.

## Biografia
Doris Pinčić ha raggiunto popolarità recitando nelle telenovele Larin izbor e Vatre ivanjske. Nel 2012 è stata protagonista del film Larin izbor: Izgubljeni princ. L'anno successivo è divenuta conduttrice per la stazione radiofonica Narodni Radio. Ha poi presentato tre edizioni del reality show televisivo Zvjezdice e le edizioni 2020 e 2021 del festival musicale Dora.

## Vita privata
A settembre 2013 Doris Pinčić ha sposato il musicista Boris Rogoznica. I due hanno avuto due figli: Donat nel 2014 e Gita nel 2018, rispettivamente un maschio e una femmina.

## Filmografia

### Cinema
- Larin izbor: Izgubljeni princ, regia di Tomislav Rukavina (2012)
- Zbog tebe, regia di Anđelo Jurkas (2016)

### Televisione
- Larin izbor - serial TV (2011-2013)
- Vatre ivanjske – serial TV (2014-2015)
- Horvatovi – serial TV (2015)